# Barbara Rokowska
Barbara Rokowska (ur. 15 kwietnia 1926 w Toroszówce k. Krosna, zm. 1 czerwca 2012 we Wrocławiu) – matematyk, dr hab., profesor Politechniki Wrocławskiej.

## Życiorys
Urodziła się 15 kwietnia 1926 roku w małej wiosce Toroszówka, niedaleko Krosna (obecnie dzielnica Krosna). W 1946 roku, w wieku 20 lat, rozpoczęła studia polonistyczne na Uniwersytecie Wrocławskim, które ukończyła w 1951 roku. Po ukończeniu studiów, pracowała w Bibliotece Ossolineum we Wrocławiu w różnych działach. Między innymi m.in. w 1953 r. była członkinią zespołu opracowującego katalog Polonica XVI wieku (pod kierunkiem Kazimierza Zatheya).
W tym czasie była również zafascynowana górami i ich eksploracją. Została alpinistką, a po wypadku w górach, w którym jej bliska osoba straciła życie z powodu hipotermii na skalnej ścianie, zajęła się eksploracją jaskiń (była grotołazem).

### Studia matematyczne
Pod wpływem rozmów z przyjaciółmi, w wieku 30 lat postanowiła zmienić zawód i rozpoczęła studia matematyczne na Uniwersytecie Wrocławskim, rezygnując z pracy etatowej. Pierwotnym powodem studiowania matematyki było jej zainteresowanie historią matematyki. W 1959 r. uzyskała tytuł magistra matematyki i została przyjęta do pracy na Politechnice Wrocławskiej w Katedrze Matematyki.  

### Zainteresowania badawcze
Stopień doktora uzyskała w 1966 r. za rozprawę pt. „Pewne nowe konstrukcje systemów Steiner”. Jej promotorem był prof. Czesław Ryll-Nardzewski. Habilitację uzyskała w 1976 r. na Wydziale Matematyki, Fizyki i Chemii Uniwersytetu Wrocławskiego na podstawie pracy pt. „Nieizomorficzne systemy trójek Steinera”. Prowadziła badania oraz seminarium z analizy kombinatorycznej. W 1990 r. została profesorem nadzwyczajnym w Instytucie Matematyki Politechniki Wrocławskiej. Pracowała na pełnym etacie do września 1996 r., a później na części etatu do 2002 r. w Instytucie Matematyki i Informatyki na Wydziale Podstawowych Problemów Techniki PWr. Wypromowała pięciu doktorów nauk matematycznych. 

### Działalność społeczna
Działaczka społeczna, prowadziła świetlicę dla dzieci z trudnych rodzin. Opublikowała wspomnienia Jezus we Wrocławiu i Wyzwolenie ku radości: Grupy Rodzinne Al-Anon.
Pochowana na Cmentarzu Osobowickim we Wrocławiu [pole 134, rząd 6, grób 192].